# Sông Kafue

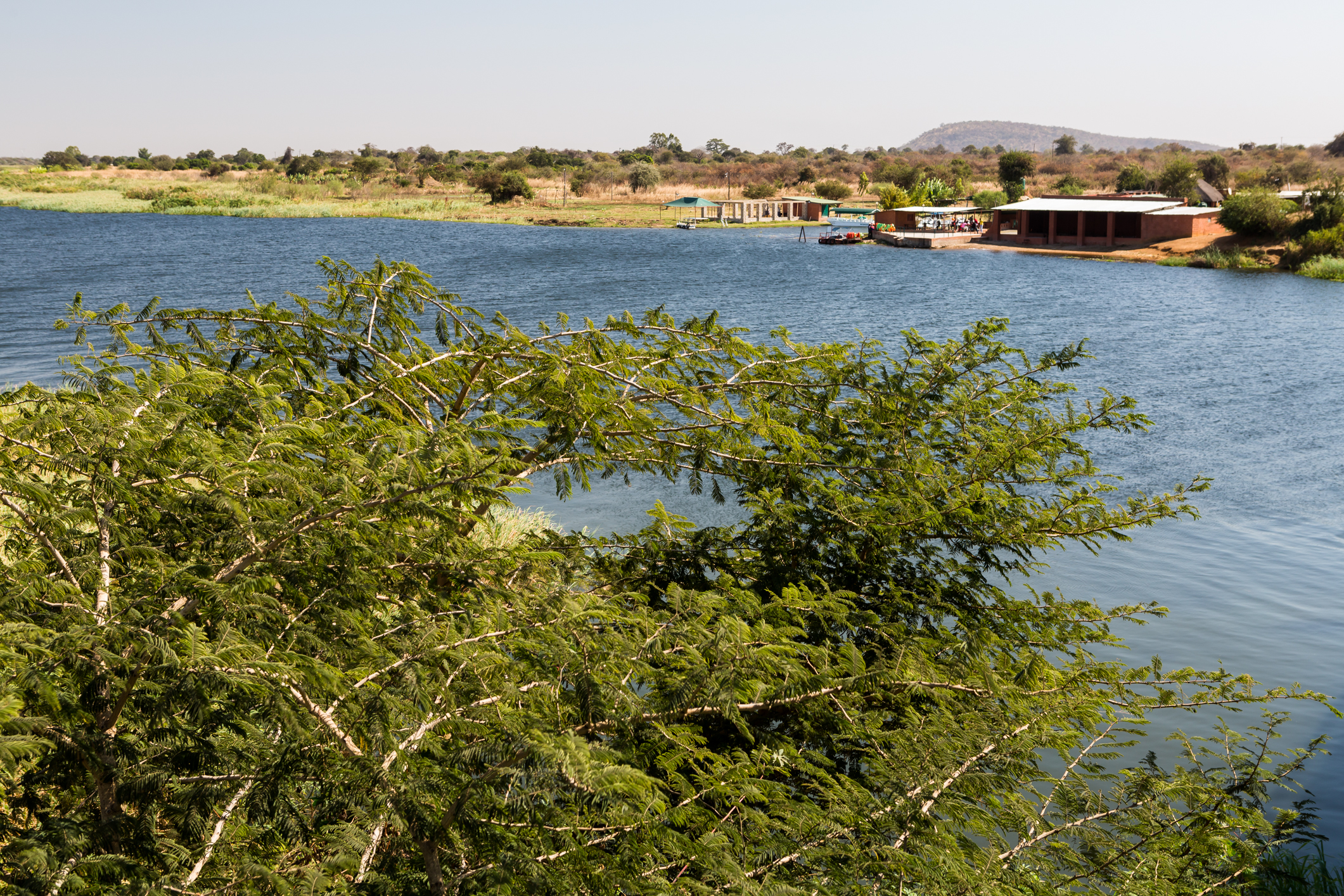
Sông Kafue nhìn từ cầu Kafue

Sông Kafue là con sông dài nhất nằm trọn trong Zambia, với chiều dài 1.600 kilômét (990 mi). Đây là nguồn nước quan trọng cho tưới tiêu và thủy điện. Nó là phụ lưu lớn nhất của sông Zambezi, và một trong những sông chính của Zambia, chảy ngay giữa đất nước. Hơn 50% dân số Zambia sống trong lưu vực sông Kafue và trong số ngày 65% là dân đô thị.　
Sông có lưu lượng trung bình 320 m³/s ở nửa hạ, biến thiên theo mùa. Nó đổ 10 km³ nước mỗi năm vào sông Zambezi.